# 탈립
탈립(脫粒, shattering)은 익은 식물, 특히 곡류의 씨앗이 떨어져 흩어지는 현상이다.
자연상태에서 탈립은 해당 식물 종의 번성에 도움이 되므로 진화적 관점에서 유리한 측면이 있다. 탈립을 통해 성숙한 종자에서 씨앗이 떨어져 멀리 흩어지기 때문에 해당 종이 널리 확산되는데 탈립이 매우 유리한 방식이다. 하지만 인간이 야생식물을 작물로 재배할 때는 탈립으로 인해 곡물의 수확량이 줄어들고 관리가 어려워져서, 오히려 불필요한 특성 중 하나가 되었다. 이에 '내탈립성' 계통의 식물이 선호되면서, 식물의 탈립을 막거나 줄이기 위한 여러 가지 방안이 개발되고 있다.
예를 들어, 2009년 농촌진흥청은 곡물을 수확할 때 탈립으로 인한 손실을 줄이기 위해, 내탈립성 참깨 품종인 '고품깨'를 개발하였다.

## 같이 보기
- 탈곡